# 小松崎徹郎
小松崎 徹郎（こまつざき てつお、1961年6月2日 - ）は、東京都出身の画家。浦和画家のひとり。父は画家の小松崎邦雄。

## 来歴
東京都台東区谷中に生まれる。その後1歳で旧浦和市仲町に転居する。浦和画家であった父の指導を受ける。
1983年に東京芸術大学美術学部油画科を卒業後、同大学大学院に進み、彼末宏の教室に入った。1987年に大学院を修了する。同年、本田技研工業本社ビルの壁画を制作した。
1988年、花と女性美展でグランプリを受賞。渡欧してロンドンを拠点に活動後、パリに移住した。1992年に日本に帰国。 